# نغوين آنه دوك
نغوين آنه دوك (بالفيتنامية: Nguyễn Anh Đức) هو لاعب كرة قدم فيتنامي في مركز الهجوم، ولد في 25 يناير 1985 في Sông Bé province ‏ في فيتنام. شارك مع منتخب فيتنام تحت 23 سنة لكرة القدم ومنتخب فيتنام لكرة القدم. أما مع النوادي، فقد لعب مع نادي بيكامكس بين دونغ.

## وصلات خارجية
- نغوين آنه دوك على موقع قاعدة بيانات كرة القدم.إي يو (الإنجليزية)
- نغوين آنه دوك على موقع ناشيونال فوتبول تيمز (الإنجليزية)
- نغوين آنه دوك على موقع Soccerway.com (الإنجليزية)
- نغوين آنه دوك على موقع عالم كرة القدم.نت (الإنجليزية)